# 상서대
상서대(尙書臺)는 대한민국 경기도 파주시 법원읍 웅담리에 있다. 윤관이 상서로 있을 때 여가를 틈타 시문과 휴양을 즐기던 곳이다. 2001년 12월 21일 파주시의 향토문화유산 제11호로 지정되었다.

## 개요
상서대(尙書臺)는 윤관 장군이 상서(尙書)란 벼슬에 있을 때 여가를 틈타 시문과 휴양을 즐기던 별장지다. 그 후 후손들이 여기서 학문을 닦던 유서가 깊은 자리로 묘소가 실전(失傳)된 파평윤씨 후손들의 비단을 모신 추원단(追遠壇)이 위치하고 있다. 상서대가 위치하고 있는 웅담리(熊潭里)마을의 지명 유래에 관해 다음과 같은 일화가 전해진다. 이곳 상서대에서 윤관 장군의 애첩 ‘웅단’이 전장에 나간 윤관 장군을 기다리다가 상서대 옆에 흐르던 개울의 못으로 몸을 던져 죽었다. 그 후 그 못은 웅단이 떨어져 죽었다고 하여 '웅담(熊潭)' 또는 곰소, 곰시로 불렸다. 그리고 웅단이 몸을 던진 곳을 낙화암이라 하여 지금도 낙화암비(落花岩碑)가 세워져 있고 웅담이 있는 마을이라해서 웅담리가 되었다. 
상서대는 별다른 건축물 없이 단지 장방형의 담장을 두르고 사주문(四柱門)을세워 출입 할 수 있도록 하였다. 내부 중앙 우측으로 '파평윤공상서대(坡平尹公尙書臺)'라 쓰여진 비와 그 뒤로 묘소가 실전된 파평윤씨 12위의 추원단이 일렬로 세워져 있다. 상서대 내부에는 윤관이 직접 심었다는 느티나무 두그루가 자라고 있는데 임진왜란 때 병화로 타 죽었으나 그 자리에서 다시 새싹이 자라났다고 전해진다. 현재 이 노거수 두 그루는 보호수로 지정되어있다.